# Ständigt segrande armén
Den Ständigt segrande armén (kinesiska: 常勝軍, pinyin: Chángshèngjūn) var det officiella, av Tongzhikejsaren givna, namnet på en liten (5.000 man) kinesisk elitarmé under utländsk ledning som åren 1860–64 bidrog till att slå ned Nian- och Taipingupproren. Dess överlägsenhet berodde på att det var den första kinesiska armé som använde modern västerländsk metod, taktik och utrustning. Arméns skapare var amerikanen Frederick Townsend Ward men dess mest kände ledare var britten Charles George Gordon som, då av kejsaren utnämnd till tidu (提督, general av första graden) och av västerländska media till "Chinese Gordon", upplöste armén 1864.

## Historik

### Bakgrund

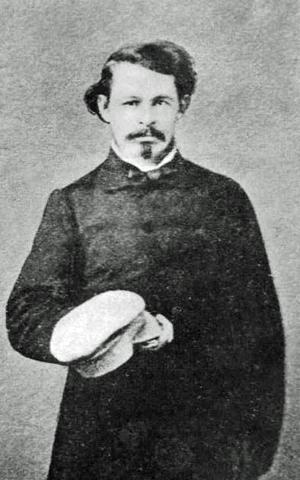
Frederick Townsend Ward

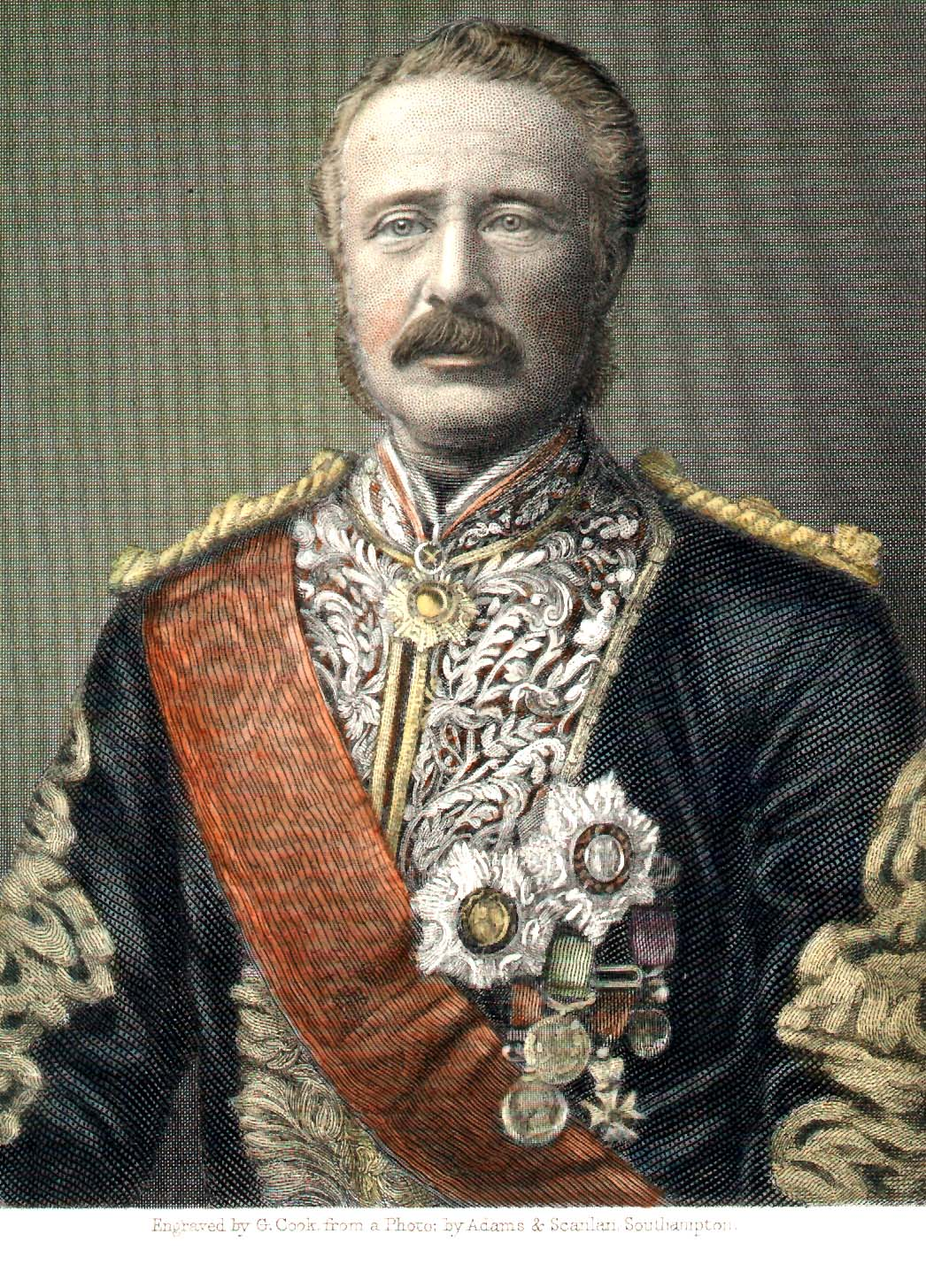
Gordon of Khartoum

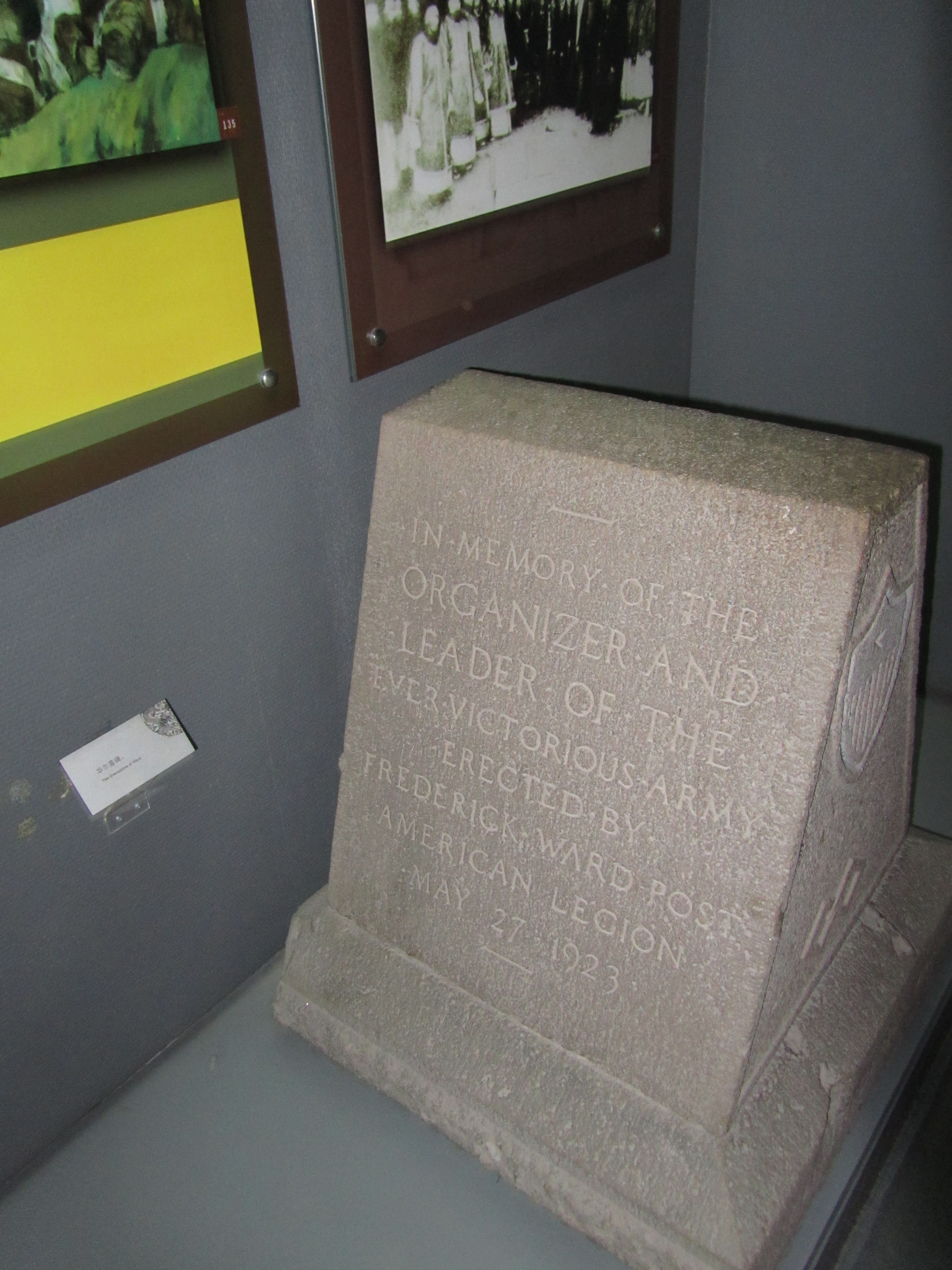
Frederick Townsend Wards gravsten

Den Ständigt segrande armén skapades som styrka 1860, under ledning av Frederick Townsend Ward. Ward introducerade, för sin tid, radikala idéer angående styrkans sammansättning, träning, disciplin och beväpning. Det finns dock historiker som anser att Wards överordnade Li Hongzhang förmodligen hade del i förändringarna. Ward ansåg att vältränade, disciplinerade och rörliga enheter kunde besegra större styrkor som saknade dessa kvalitéer. Han trodde på en mer flexibel ordergång. Efter flera tidiga segrar gav Qingdynastin armén titeln den Ständigt segrande armén i mars 1862.

### Byte av Befälhavare
Efter att Ward dog i september 1862 efter slaget om Cixi, tog Charles George Gordon, även kallad "Chinese Gordon", över befälet av armén. Under Gordon kom armén, i samarbete med den Kejserliga armén, att utkämpa flera av de avgörande striderna som avslutade taipingupproret.

### Taktik
Som mest hade Den alltid segrande armén kring 5.000 man. Ofta besegrades rebellstyrkor som var numerärt överlägsna, då armén var bättre beväpnad och bättre styrd. Det var den första kinesiska armén som använde sig av västerländsk träning och taktik, moderna vapen, och framförallt använde sig av lättrörligt infanteri, som kunde förflytta sig snabbare än motståndarna. Gordon har fått det mesta av äran för segrarna, men grunden till framgången startade med de idéer Ward byggde armén på. På senare år har man därför försökt hylla Wards och Li Hongzhangs skapande av armén snarare än Gordon.

### Arméns sammansättning
Den nya styrkan bestod av omkring 200 legosoldater, mestadels från Europa, som rekryterades bland sjömän, desertörer och äventyrare från området kring Shanghai. Många friställdes under sommaren 1861, men de som blev kvar i armén blev officerare för de 1.200 kinesiska soldaterna som rekryterades från Songjiang. De kinesiska trupperna utökades till 3.000 man under maj 1862, alla utrustade med västerländska handeldvapen och utrustning från de Brittiska myndigheterna i Shanghai. Under dess fyraåriga verksamhetstid opererade armén i första hand inom en fem mils radie av Shanghai.

### Struktur
Infanteriet var uppdelat i bataljoner, som under Gordons tid kallades regementen. År 1864 bestod armén av sex regementen med mellan 250 och 650 man i vardera. Varje regemente var indelat i sex kompanier som normalt bestod av två utländska officerar, sju kinesiska underofficerer och upp till 80 kinesiska meniga. Varje regemente hade en tolk, men kommandon gavs som regel på engelska, så dessa ord var soldaterna tvungna att lära sig.

### Livvakt
Ward skapade en livvakt på 200–300 man av Filippinsk härkomst. Under Gordon förändrades denna styrka till att innefatta utländska soldater (inklusive afrikaner och européer) och 100 handplockade kinesiska soldater.

### Artilleri
Vid år 1863 inkluderade den Ständigt segrande armén ett artilleri, bestående av sex batterier tungt och lätt artilleri. Varje batteri bestod av 5 utländska officerare, 19 kinesiska underofficerer och 120–150 kinesiska artillerister.

### Flodbåtsflotta
Ward köpte och chartrade en flottilj av ungefär 12 beväpnade hjulångare, understödda av 30–50 kinesiska kanonbåtar. Under Gordons ledning minskades den lilla flodbåtsflottan till som minst två hjulångare, för att sedan ökas till sex. Såväl hjulångare som kanonbåtar var beväpnade med 9- eller 12-tumskanoner. Det största fartyget var the Hyson som var 27,43 meter lång och utrustad med en 32-tumskanon samt en 12-punds haubits.

### Uniformer
Enligt North China Herald bar livvaktsregementet blå uniformer med scharlakansrött foder, och gröna axelband med kinesiska bokstäver som angav tjänstetecken. Artilleriet bar ljusblå uniformer med rött foder och röda byxränder. Infanteriets vinteruniform var mörkgrön med rött foder, och axelband i regementesfärg. Under sommaren användes vita uniformer med scharlakansrött foder. Alla enheter bar gröna turbaner.

### Arméns upphörande
Gordons hårda disciplin ledde till att antalet desertörer ökade och att flera små myterier bröt ut. Till följd av detta hade armén i juni 1863 minskat till 1.700 man. Under arméns sista år rekryterades soldater mestadels från leden av tidigare Taiping rebeller som tagits tillfånga, eller övertalats att byta sida. I april 1864 hade armén blivit mindre effektiv och började råka ut för nederlag.  Armén upplöstes i maj 1864, varvid 104 utländska officerare och 2.288 kinesiska soldater fick slutlön. Huvuddelen av artilleriet och viss del av infanteriet införlivades i den kejserliga armén.